# 若昂·佛朗哥
若昂·费雷拉·佛朗哥·平托·卡斯特洛-布兰科（葡萄牙語發音：[ʒuˈɐ̃w̃ ˈfɾɐ̃ku]）(1855年2月14日- 1929年4月4日)，葡萄牙政治家、部长、第43任财政部长(1890年1月14日)和第47任首相(1906年5月19日- 1908年2月4日)。

## 早年生活
他是皇室贵族弗雷德里科·卡洛斯·费雷拉·弗朗哥·弗雷雷和路易莎·亨利克塔·平托·科雷亚·达·科斯塔卡斯特洛-布兰科的儿子。

## 政治生涯
他在科英布拉大学接受教育，并于1875年获得学士学位。进入政治生涯后，他能够在公开竞争几个职位时证明自己，包括：萨唐、巴扬、阿尔科巴萨和里斯本皇家检察官代表（1877年1月至1885年1月）；海关总署总干事（1885年10月起）；海关总署署长（1886年2月至1886年12月）；以及海关税务诉讼法院司法參事（始于1886年）。佛朗哥大学毕业后的经历表明，他有一种精神和个人能量，这将有助于他的党派斗争，并在葡萄牙政坛形成了自己的角色。佛朗哥善于沟通和写作，这在当时给了他在公众生活中的优势，主要表现在辩论和新闻上的争吵。他富有，有良好的关系，欣赏阴谋，沉浸在以服务和功绩为中心的商业中，这使得当时的许多自由派精英团结起来。
1884年，他第一次当选为吉马良斯选区的选民，直到科尔特斯违背了他的选民的意愿，他才离开了这个位置。由于行政官员和立法代表的职位是不相容的，他选择留在立法机关，从而丧失了他在地方法官办公室的权利。